# Ácido tioacético
El ácido tioacético es un compuesto organosulfurado con fórmula molecular CH3COSH. Es un líquido de color amarillo con un fuerte olor a tiol. Se utiliza en síntesis orgánica para la introducción de grupos tiol en moléculas.

## Síntesis y propiedades

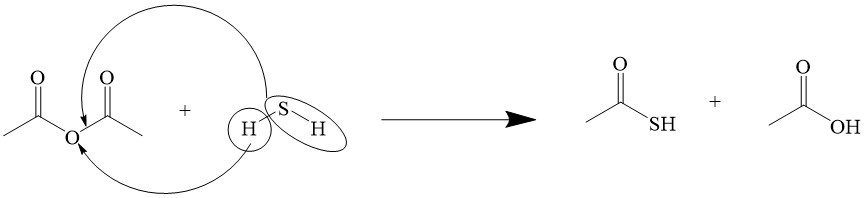
Reacción del anhídrido acético con sulfuro de hidrógeno para formar ácidos tioacético y acético.

El ácido tioacético se prepara por reacción del anhídrido acético con sulfuro de hidrógeno:
{\displaystyle {\ce {[CH3C(O)]2O + H2S -> CH3C(O)SH + CH3COOH}}}
Otra vía sintética es haciendo reaccionar cloruro de acetilo con sulfuro de hidrógeno:
{\displaystyle {\ce {CH3C(O)Cl + H2S -> CH3C(O)SH + HCl}}}
También se puede preparar por la acción del pentasulfuro de fósforo sobre el ácido acético glacial, seguido de destilación.
{\displaystyle \mathrm {CH_{3}COOH+P_{2}S_{5}\longrightarrow {}CH_{3}C(O)SH+P_{2}OS_{4}} }
El ácido tioacético está típicamente contaminado por ácido acético.
El compuesto existe exclusivamente como el tautómero de tiol.

## Reactividad

### Acidez
Con un pKa cercano a 3,4, el ácido tioacético es aproximadamente 15 veces más ácido que el ácido acético. La base conjugada es el tioacetato:
{\displaystyle \mathrm {CH_{3}COSH\longrightarrow {}CH_{3}C(O)S^{-}+H^{+}} }
En agua de pH neutro, el ácido tioacético está completamente ionizado.

### Reactividad del tioacetato
La mayor parte de la reactividad del ácido tioacético surge de la base conjugada, el tioacetato. Las sales de este anión,como el tioacetato de potasio, se utilizan para generar ésteres de tioacetato. Los ésteres de tioacetato se someten a hidrólisis para dar tioles. Un método típico para preparar un tiol a partir de un haluro de alquilo usando ácido tioacético se desarrolla en cuatro pasos discretos, algunos de los cuales pueden realizarse secuencialmente en el mismo matraz:
{\displaystyle \mathrm {CH_{3}COSH+NaOH\longrightarrow {}CH_{3}C(O)SNa+H_{2}O} }{\displaystyle \mathrm {(X=Cl,Br,I...)} }
{\displaystyle \mathrm {CH_{3}COSNa+RX\longrightarrow {}CH_{3}C(O)SR+NaX} }
{\displaystyle \mathrm {CH_{3}COSR+2\ NaOH\longrightarrow {}CH_{3}COONa+RSNa+H_{2}O} }
{\displaystyle \mathrm {RSNa+HCl\longrightarrow {}RSH+NaCl} }
En una aplicación que ilustra el uso de su comportamiento radical, el ácido tioacético se usa con AIBN en una adición nucleofílica mediada por radicales libres a un alqueno exocíclico que forma un tioéster:
Acetilación reductora
Las sales de ácido tioacético, como el tioacetato de potasio, se pueden utilizar para realizar una conversión de nitroarenos en aril acetamidas en un solo paso. Esto es particularmente útil en preparaciones farmacéuticas, como el paracetamol